# Ramona Mănescu
Ramona Nicole Manescu (née le 6 décembre 1972 à Constanța) est une femme politique et une juriste roumaine, membre du Parti national libéral (PNL) jusqu'en 2017 puis de l'ALDE.

## Biographie
Ramona Mănescu est licenciée en science juridique de la faculté de droit, université de Bucarest. Après son diplôme, elle suit plusieurs formations d'études supérieures, tels que l'Institut diplomatique roumain du ministère des Affaires étrangères en 2006, l'Académie nationale du renseignement, le Collège supérieur de sécurité nationale (mémoire sur portant sur l'industrie de la Défense roumaine) en 2006, l'université de la défense nationale - le Collège de la défense nationale (mémoire portant sur la Roumanie et la politique européenne de sécurité et de défense) en 2005. En outre, elle possède un diplôme de maîtrise en relations internationales et intégration européenne de l'École nationale d'études politiques et administratives obtenu en 2006,.
À partir de juin 2010 Ramona Mănescu est présidente du Conseil de coordination de l'école Roumaine-Finlandaise de Bucarest. Au fil du temps, elle a publié des articles et des analyses dans les magazines et journaux de la presse nationale : le Journal roumain de l'administration publique locale, la Tribune économique, le Magazine Euroconsultance, la Tribune de l'Enseignement, Cadran Politique, Le Monde. En outre, les articles de Ramona Manescu sont apparus dans plusieurs publications européennes telles que EP Today, The Parliament Magazine, The Regional Review. Elle est coauteur des albums photo suivants : «Bucarest - palais et monuments» et «Bucarest - le portrait d'une ville».

## Carrière politique
Membre du Parti national libéral (PNL) à partir de 1990, Ramona Mănescu a été présidente de l'organisation du secteur 6 de la Jeunesse nationale libérale (TNL) pour la période 1996-1997, elle est ensuite devenue membre du département des relations étrangères du PNL (1996-2004). De 2001 à 2002 elle a été officier international et ensuite elle a été élue vice-présidente de la TNL. En outre, elle a été le rapportrice de la Commission des Affaires étrangères de la délégation des représentants nationaux du PNL.
À partir de 2002 et jusqu'en 2005 elle a fait partie du Comité exécutif du PNL secteur 6 et pendant deux années (2002-2004) elle a travaillé comme experte auprès du Parlement roumain, agissant comme conseillère auprès du vice-président de la Commission de la Défense, affaires intérieures et sécurité nationale de la Chambre des députés.
En 2003, elle devient vice-présidente de la Fédération internationale des jeunesses libérales (IFLRY), une fonction qu'elle a exercée jusqu'en 2005. Elle s'est engagée ensuite, de plus en plus, dans des projets visant à soutenir les jeunes ce qui a fait qu'en 2005 elle soit nommée vice-présidente, ayant le grade de sous-secrétaire d'État, à l'Autorité nationale pour la jeunesse (2005-2007). Ramona Mănescu a également été consultante pour le programme «Media Awareness - Understanding and Accessing the Media and its Role», assurant en même temps la coordination du projet «Empowerment of Women in Politics», Pologne (2004). Elle a été conférencière pour plusieurs conférences: «La gestion des conflits - la formation des jeunes», «Le développement du partenariat régional», «Mondialisation, 90 années de diplomatie roumaine» (2003) et coordinateur du projet «Les Droits de l'Homme et le droit international» Strasbourg, France (2003)
Le 24 juillet 2019, elle devient ministre des Affaires étrangères. Le 27 juillet 2019, après le retrait de l'ALDE du gouvernement, elle quitte ce parti.

### Parlement européen
Ramona Mănescu s'est engagée à promouvoir les priorités réelles de la Roumanie au Parlement européen par le biais d'une activité soutenue de «lobby» visant la protection des droits des citoyens roumains et le soutien de leurs intérêts. En outre, l'eurodéputée libérale soutient l'amélioration de l'image de la Roumanie au niveau européen par le biais d'une activité efficace déroulée au sein du Parlement européen. En tant que députée européenne elle est en mesure d'adresser des questions et des interpellations à la Commission européenne pour demander des explications et des informations sur l'application de la législation européenne dans les États membres de l'UE ou sur la façon dont la Commission estime résoudre un problème particulier.
La commission du développement régional, au cadre de laquelle Ramona Mănescu est coordinatrice du groupe ALDE, est compétente pour les questions ayant trait à la politique régionale et de cohésion, concernant notamment: le Fonds européen de développement régional, le Fonds de cohésion et les autres instruments de politique régionale de l'Union, l'évaluation des effets des autres politiques de l'Union sur la cohésion économique et sociale, la coordination des instruments structurels de l'Union, les régions ultrapériphériques et les îles, ainsi que la coopération transfrontalière et interrégionale, les relations avec le Comité des régions, les organisations de coopération interrégionale et les autorités locales et régionales. 
En tant que membre de la Commission de la culture et de l'éducation, Ramona Mănescu a des compétences dans des questions qui relèvent des aspects culturels de l'Union européenne et notamment: l'amélioration de la connaissance et de la diffusion de la culture, la défense et la promotion de la diversité culturelle et linguistique, la conservation et la sauvegarde du patrimoine culturel, les échanges culturels et la création artistique; ainsi que dans des questions liées à la politique de l'éducation de l'Union européenne, y compris le domaine de l'enseignement supérieur en Europe et la promotion du système d'écoles européennes et de l'apprentissage tout au long de la vie; à la politique de l'audiovisuel et aux aspects culturels et éducatifs de la société de l'information; à la politique de la jeunesse et au développement d'une politique des sports et des loisirs; à la politique de l'information et des médias; à la coopération avec les pays tiers dans les domaines de la culture et de l'éducation et aux relations avec les organisations et institutions internationales pertinentes. 
En tant que coordinatrice des programmes pour la jeunesse, Ramona Mănescu a donné son apport à l'organisation des événements tels que :
- La Semaine européenne de la jeunesse, du 5 à 11 décembre 2005, événement au niveau local, régional, national et centralisé à Bruxelles ;
- La Facilitation du dialogue structuré entre tous les acteurs engagés dans les activités de la jeunesse: les ONG de jeunesse, les jeunes ayant moins d'opportunités, les autorités locales et nationales et la création d'une base de données pour atteindre cet objectif ;
- Le Foire des ONG de jeunesse ;
- La Participation, au nom de l'Autorité Nationale pour la Jeunesse, au comité de rédaction de l'Agenda UE-RO, un outil pédagogique d'information pour les adolescents, en collaboration avec la Fondation Génération Europe et le Ministère de l'Intégration européenne ;
- La Collaboration avec l'Association «Pro Democratia» et la Chambre des députés pour l'organisation de l'événement «Le Parlement des jeunes», afin d'offrir aux jeunes l'opportunité de saisir l'importance, le rôle et les fonctions du Parlement au cadre des autres institutions démocratiques, ainsi que de se familiariser avec les doctrines des partis politiques parlementaires en leur offrant une vision plus concrète de ce qui signifie, en effet, l'activité parlementaire ;
- L'Organisation de la réunion multiculturelle du projet «ACT! - Autorités. Coopération. Twinning ! », financé par la Commission européenne et l'Autorité Nationale pour la Jeunesse, visant à promouvoir la citoyenneté active des jeunes et à développer les relations d'amitié et de solidarité entre les jeunes.

Ramona Mănescu a demandé, à plusieurs reprises, l'introduction sur l'agenda de la Commission européenne de nouveaux thèmes par le biais des déclarations écrites ou des rapports rédigés dans les commissions parlementaires spécialisées. À travers son activité menée au sein du PE, Ramona Mănescu veille à ce que la législation adoptée au niveau européen respecte les valeurs et les principes de l'Union européenne.
De 2012 à 2014, elle est vice-présidente du Parlement européen.

### Détour par la politique nationale
En août 2013, elle quitte son poste de députée européenne, pour rejoindre le gouvernement du social-démocrate Victor Ponta, en tant que ministre des Transports et en remplacement de Relu Fenechiu. En février 2012, à la suite du départ de son parti de la coalition gouvernementale, l'Union sociale-libérale, elle démissionne de son poste de ministre, quelques mois seulement après sa nomination.

### Retour au Parlement européen
Elle est réélue députée européenne en 2014, alors qu'elle siégeait, comme tous les membres de son parti, au sein de l'Alliance des démocrates et des libéraux pour l'Europe, elle siège alors au Groupe du Parti populaire européen. Elle devient alors membre de la Commission du transport et du tourisme.
En juillet 2017, elle annonce son départ du Parti national libéral (PNL).